# Bazální dendrit

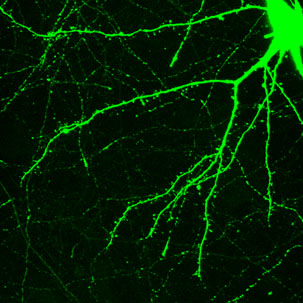
Bazální a apikální dendrity v mikroskopu

Basální dendrit je dendrit, který vyrůstá z báze těla pyramidového neuronu. Bazální dendritický strom se skládá ze tří až pěti dendritů a počet větvení se vzdáleností od těla neuronu narůstá.